# Sébastien af Luxembourg
Prins Sébastien af Luxembourg (født 16. april 1992) er en luxemburgsk prins. Han er femte barn og fjerde søn af storhertug Henri og storhertuginde Maria Teresa.